# Liechtensteinklamm
Soteska Liechtensteinklamm je soteska nekaj kilometrov južno od St. Johanna im Pongau, v avstrijski deželi Salzburg, Avstrija.

## Opis
Soteska Liechtensteina je dolga približno 4000 metrov, od tega je 1000 metrov dostopno obiskovalcem. Pobočja se dvigajo do 300 metrov. Ponekod je soteska široka le nekaj metrov. Sotesko je mogoče obiskati po lesenih sprehajalnih poteh, ki jih zaradi varnosti nenehno vzdržujejo. Na koncu soteske je slap. Soteska je v zimskih mesecih zaprta. Na leto jo obišče okoli 220.000 ljudi.
Po kamnitem podoru maja 2017 je bilo treba sotesko za poletno sezono 2017 zapreti. Upravljavec, občina St. Johann im Pongau, je sprva načrtoval čiščenje žleba, s katerega so padale skale, zamenjavo poškodovanih brvi in izboljšavo varnosti. V začetku maja 2018 je občina sporočila, da mora soteska ostati zaprta v celotni sezoni 2018. Sotesko naj bi ponovno odprli poleti 2019, potem ko je bi zgradili več kratkih predorov. Vendar so bili ti načrti spomladi 2019 zavrnjeni in upajo, da jo bo mogoče ponovno odpreti za poletno sezono 2020.

## Zgodovina in razvoj
Voda gorskega potoka Großarler Ache je skozi tisočletje erozije oblikovala današnjo globoko sotesko. Za dolino Grossarltal predstavlja posebno prometno oviro, ki jo je bilo treba prečkati s staro cesto.
Leta 1875 se je začelo delo, da bi bila soteska prehodna članom Alpskega kluba Pongau. Ker dela zaradi pomanjkanja sredstev ni bilo mogoče nadaljevati, so iskali donatorja. Obrnili so se k lihtenštajnskemu knezu Johannu II., ki je vodil lovsko gostilno v bližnjem Grossarlu. Knez je podaril 600 guldnov za širitev soteske. Delo bi lahko zdaj nadaljevali. Leta 1876 se je končal razvoj soteske. Sotesko je zaradi prinčevega velikodušnega darovanja imenovali po njem.
1924 je bila v soteski zgrajena gostilna, ki je bila leta 2011 porušena in leta 2012 nadomeščena z novo stavbo.

## Legenda
Po legendi je soteska izvirala iz dejstva, da naj bi hudič čim hitreje pripeljal vodo v Grossarl. Sprva pa mu to ni uspelo. Poln besa in jeze je preletel sotesko in vanjo zalučal vodo.